# Episodi di Antonia
La prima stagione della serie televisiva italiana Antonia, composta da 6 episodi, è stata pubblicata in streaming su Amazon Prime Video il 4 marzo 2024.
| Nº | Titolo originale          | Pubblicazione Italia |
| -- | ------------------------- | -------------------- |
| 1  | Pollo e gallina           | 04 marzo 2024        |
| 2  | A briglia sciolta         | 04 marzo 2024        |
| 3  | Col bene che ti voglio    | 04 marzo 2024        |
| 4  | La fattoria degli animali | 04 marzo 2024        |
| 5  | Settimana Santa           | 04 marzo 2024        |
| 6  | Antonia never dies        | 04 marzo 2024        |